# Kameroense parlementsverkiezingen (2002)
De Kameroense parlementsverkiezingen van 2002 werden op 30 juni gehouden voor het lagerhuis van het parlement, de Nationale Vergadering, en werden gewonnen door de regerende Rassemblement démocratique du peuple camerounais (RDPC).
In zeventien kiesdistricten werden de uitslagen geannuleerd en vonden op 15 september herverkiezingen plaats.
| Partij                                                   | Zetels | % |
| -------------------------------------------------------- | ------ | - |
| Rassemblement démocratique du peuple camerounais         | 149    |   |
| Front social démocrate                                   | 22     |   |
| Union démocratique du Cameroun                           | 5      |   |
| Union des Populations du Cameroun                        | 3      |   |
| Union nationale pour la démocratie et le progrès         | 1      |   |
| Mouvement pour la libération de la jeunesse camerounaise | 0      |   |
| Overige partijen                                         | 0      |   |
| Totaal                                                   | 180    |   |
| Totaal uitgebrachte stemmen                              | -      | - |
| Geregistreerde kiezers/ opkomst                          | -      | - |
| Bron: IPU, AED                                           |        |   |

Presidentsverkiezingen: 1965 · 1970 · 1975 · 1980 · 1984 · 1988 · 1992 · 1997 · 2004 · 2011 · 2018 · 2025

Parlementsverkiezingen: 1964 · 1973 · 1978 · 1983 · 1988 · 1992 · 1997 · 2002 · 2007 · 2013 · 2020

Referenda: 1972